# Thomas Tungu
Thomas Tungu est un homme politique vanuatais.

## Biographie
Autochtone né durant la période coloniale franco-britannique, il s'engage au mouvement Nagriamel, mouvement politique coutumier sur l'île d'Espiritu Santo dirigé par Jimmy Stevens. Thomas Tungu devient l'un des chefs de ce mouvement, le représentant dans le nord de l'île d'Ambae,. Il est élu député d'Ambae à l'Assemblée représentative des Nouvelles-Hébrides lors des premières élections législatives de l'histoire de la colonie, en 1975. Il y est l'un des deux élus du Mouvement autonomiste des Nouvelles-Hébrides (MANH), parti conservateur francophone hostile à une indépendance rapide et unitaire de l'archipel et associé au Nagriamel ; l'autre élu du MANH, Michel Thévenin, refuse d'ailleurs à ce titre de siéger à l'Assemblée.
Réélu député d'Ambae en 1979, Thomas Tungu participe à la sécession d'Espiritu Santo décidée par le Nagriamel début 1980 peu avant l'indépendance des Nouvelles-Hébrides, qui deviennent la république de Vanuatu. La sécession est réprimée au lendemain de l'indépendance, et Thomas Tungu est condamné à deux ans de prison ferme pour recel de biens volés à Luganville pendant la sécession. Il est libéré pour bonne conduite en juillet 1981 et retrouve son siège de député, sur les bancs de l'opposition parlementaire unifiée devenue l'Union des partis modérés. Il ne se représente pas aux élections de 1983.